# Silnice III/29014
Silnice III/29014 je pozemní komunikace ve Frýdlantském výběžku Libereckého kraje na severu České republiky. Spojuje město Raspenavu, respektive jeho část Lužec, s jinou součástí tohoto města, s Peklem.

## Popis
Silnice začíná na křižovatce s komunikací číslo III/29013 spojující Lužec a Lázně Libverda. Ze zmíněné křižovatky pokračuje asi 50 metrů severním směrem, následně se stočí k severozápadu a po dalších asi 100 metrech se uhýbá k severovýchodu. Dále silnice probíhá prostorem mezi dvěma vrcholy – Pekelským vrchem (487 m n. m.) na západě a Dubovým vrchem (474 m n. m.) na východě. Po asi šesti stech metrech vstoupí do obydlené části Pekla. Po západní straně silnice se rozkládá rybník Petr, na jehož hrázi roste památkově chráněná lípa malolistá. Komunikace končí u místního zemědělského objektu číslo popisné 410.